# Due (programma televisivo)
Due è stato un programma televisivo italiano musicale, in onda su Rai 2 tra il 2009 e il 2011 per un totale di quattro puntate.

## Il programma
Il programma, voluto fortemente dal direttore di Rai 2 Massimo Liofredi, è a cura di Gianmarco Mazzi, e scritto da Sergio Rubino con Paolo Biamonte, per la regia di Gaetano Morbioli (autore di molti videoclip di Laura Pausini e Tiziano Ferro) e la produzione di F&P Group.
Il programma, dedicato alla grande musica italiana, ha la singolare e innovativa caratteristica di non avere nessun conduttore; al suo posto sono presenti due artisti di fama internazionale, che si alternano sul palco, interagiscono, cantano e si raccontano al pubblico presente e ai telespettatori a casa.
Il programma è registrato presso il Teatro Camploy di Verona, trasformato per l'occasione in uno studio televisivo. È stato scelto per la sua speciale conformazione ad arena con il pubblico disposto come in anfiteatro, come in una arena, davanti al palco.
La colonna sonora iniziale del programma è Fix You dei Coldplay.
I protagonisti della prima puntata sono stati Laura Pausini e Tiziano Ferro; i protagonisti della seconda puntata sono stati Lucio Dalla e Francesco De Gregori; i protagonisti della terza puntata sono stati Zucchero Fornaciari e Irene Fornaciari con ospiti Davide Van De Sfroos e i Nomadi; i protagonisti della quarta puntata sono stati Gianni Morandi e Roberto Vecchioni con ospiti Emma, Raphael Gualazzi, Nathalie e i Modà.

### Prima puntata
I protagonisti della prima puntata, in onda l'8 dicembre 2009, sono stati Laura Pausini e Tiziano Ferro con le rispettive band, che hanno duettato e proposto dal vivo i brani più significativi della loro carriera musicale. Senza conduttori in mezzo, Tiziano e Laura si sono inoltre intervistati reciprocamente. Tiziano Ferro ha anche giocato a fare il doppiatore, di Rutger Hauer nel film Blade Runner. La serata si è conclusa con il duetto Heal the World in onore a Michael Jackson.
Il programma è stato registrato presso il Teatro Camploy di Verona il 24 novembre 2009, con la partecipazione di 300 spettatori appartenenti ai Fan Club dei due artisti. Il programma è stato poi trasmesso anche su Rai Radio 1 l'11 dicembre 2009 e replicato il 5 aprile 2010 in prima visione sempre su Rai 2.

#### Scaletta
1. Questione di feeling - duetto
2. Strani amori - Laura Pausini
3. Il regalo più grande - Tiziano Ferro
4. Il sole esiste per tutti - Tiziano Ferro
5. Primavera in anticipo (It Is My Song) - Laura Pausini
6. Vivimi - duetto
7. Indietro - Tiziano Ferro
8. Con la musica alla radio - Laura Pausini
9. Non me lo so spiegare - duetto
10. Invece no - Laura Pausini
11. Xverso - Tiziano Ferro
12. Tra te e il mare - Laura Pausini
13. Ed ero contentissimo - Tiziano Ferro
14. Rosso relativo - Tiziano Ferro
15. E ritorno da te - Laura Pausini
16. Ti voglio bene - Tiziano Ferro
17. Un'emergenza d'amore - Laura Pausini
18. Alla mia età - Tiziano Ferro
19. Non sono lei - Laura Pausini
20. Scivoli di nuovo - Tiziano Ferro
21. Heal the World - duetto

### Seconda puntata
I protagonisti della seconda puntata, in onda il 22 marzo 2010, sono stati Lucio Dalla e Francesco De Gregori.
Oltre ai pezzi scritti insieme, i due artisti hanno riproposto, con l'ausilio l'uno dell'altro, i propri brani, tra cui anche i più recenti. Hanno inoltre rivisitato Just a Gigolo, trasformato in italiano con il titolo Solo un gigolò.

#### Scaletta
1. Somewhere over the rainbow - duetto
2. Tutta la vita - duetto
3. Anna e Marco - duetto
4. Titanic - duetto
5. La leva calcistica della classe '68 - duetto
6. Canzone - duetto
7. Henna - Lucio Dalla
8. Santa Lucia - duetto
9. L'agnello di Dio - duetto
10. Piazza Grande - duetto
11. Solo un gigolò - duetto
12. Gran turismo - duetto
13. Viva l'Italia - duetto
14. Come è profondo il mare - duetto
15. L'anno che verrà - duetto
16. Rimmel - Francesco De Gregori
17. La donna cannone - Francesco De Gregori
18. Caruso - Lucio Dalla
19. Buonanotte fiorellino - duetto
20. Non basta saper cantare - duetto
21. 4/3/1943 - duetto
22. Ma come fanno i marinai - duetto

### Terza puntata
I protagonisti della terza puntata, in onda il 22 aprile 2011, sono stati Zucchero e Irene Fornaciari.
Si sono esibiti inoltre in duetto con Irene Fornaciari Davide Van De Sfroos in Yanez e i Nomadi in Il mondo piange. I Nomadi hanno eseguito inoltre il brano Dio è morto.
Il programma è stato registrato presso il Teatro Camploy di Verona il 7 aprile 2011.

#### Scaletta
1. Can't Help Falling in Love - Irene Fornaciari
2. È un peccato morir - Zucchero Fornaciari
3. Baila - Zucchero Fornaciari
4. Un sole dentro - Irene Fornaciari
5. Yanez - Irene Fornaciari e Davide Van De Sfroos
6. Il suono della domenica - Zucchero Fornaciari
7. Vedo nero - Zucchero Fornaciari
8. No More amor - Irene Fornaciari
9. Lady Marmalade - Irene Fornaciari
10. Dancing In The Street - Irene Fornaciari
11. Take Me to the River - Irene Fornaciari
12. Un piccolo aiuto - Zucchero Fornaciari e Irene Fornaciari
13. Un soffio caldo - Zucchero Fornaciari
14. Una carezza - Irene Fornaciari
15. Il mondo piange - Irene Fornaciari e i Nomadi
16. Dio è morto (se Dio muore, è per tre giorni poi risorge) - Nomadi
17. Diamante - Zucchero Fornaciari
18. Così celeste - Zucchero Fornaciari
19. Chocabeck - Zucchero Fornaciari
20. Spiove il sole - Irene Fornaciari
21. Con le mani - Zucchero Fornaciari
22. Diavolo in me - Zucchero Fornaciari
23. Per colpa di chi - Zucchero Fornaciari
24. Like The Sun - Zucchero Fornaciari e Irene Fornaciari

### Quarta puntata
I protagonisti della quarta puntata, in onda il 2 maggio 2011, sono stati Gianni Morandi e Roberto Vecchioni con ospiti Emma, Raphael Gualazzi, Nathalie e i Modà.

#### Scaletta
1. Un mondo d'amore - Roberto Vecchioni
2. Stranamore - Gianni Morandi
3. Samarcanda - Gianni Morandi e Roberto Vecchioni
4. Se perdo anche te - Gianni Morandi e Nathalie
5. El bandolero stanco - Roberto Vecchioni
6. Stringimi le mani - Gianni Morandi
7. Scende la pioggia - Gianni Morandi, Roberto Vecchioni, Emma e Nathalie
8. Calore* - Emma
9. Donna felicità* - Gianni Morandi e Roberto Vecchioni
10. Vorrei* - Roberto Vecchioni
11. Luci a San Siro - Roberto Vecchioni e Emma
12. Voglio una donna - Roberto Vecchioni
13. Io son per te l'amore - Emma
14. Rinascimento - Gianni Morandi
15. La notte* - Modà e Roberto Vecchioni
16. Chiamami ancora amore - Roberto Vecchioni
17. A te - Gianni Morandi
18. Vivo sospesa - Nathalie
19. Vittima - Modà
20. Sogna ragazzo sogna - Roberto Vecchioni
21. Medley: Canzoni stonate, Vita, Dimmi adesso con chi sei, Bella signora, Uno su mille - Gianni Morandi
22. Georgia On My Mind - Raphael Gualazzi
23. In ginocchio da te - Gianni Morandi e Modà
24. Madness of Love - Raphael Gualazzi
25. A Three Second Breath - Raphael Gualazzi
26. Lontano lontano - Gianni Morandi e Roberto Vecchioni
27. La fisarmonica - Gianni Morandi e Roberto Vecchioni
28. Arriverà - Modà e Emma
29. Mi porterò - Roberto Vecchioni
30. C'era un ragazzo che come me amava i Beatles e i Rolling Stones - Gianni Morandi, Roberto Vecchioni, Modà, Emma, Nathalie e Raphael Gualazzi al pianoforte

(*) = brevi pezzi eseguiti

## Ascolti
- La prima puntata, in onda l'8 dicembre 2009 ha ottenuto un notevole successo, seguita da 3.603.000 telespettatori con uno share del 14,14%[9].
- La replica della prima puntata, in onda il 5 aprile 2010 ottiene 1.790.000 telespettatori con uno share del 7,83%[10].
- La seconda puntata, in onda il 22 marzo 2010 è stata seguita da 2.193.000 telespettatori con uno share dell'8,16%[11].
- La terza puntata, in onda il 22 aprile 2011 è stata seguita da 2.372.000 telespettatori con uno share del 10,01%[12].
- La quarta puntata, in onda il 2 maggio 2011 è stata seguita da 3.095.000 telespettatori con uno share dell'11,11%[13].